# Aït Khellili
Aït Khellili è un comune dell'Algeria, situato nella provincia di Tizi Ouzou.